# Alan Lloyd Hodgkin
Sir Alan Lloyd Hodgkin, OM, KBE, PRS, angleški fiziolog in biofizik, nobelovec, * 5. februar 1914, Banbury, Oxfordshire, Anglija, † 20. december 1998, Cambridge.
Šolal se je na Kolidžu Trinity v Cambridgeu in se posvetil fiziologiji. Z njegovim učencem Andrewom Huxleyjem sta na Univerzi v Cambridgeu v tridesetih letih pričela s serijo poskusov na živčnih celicah, na podlagi katere sta razvila znameniti model, ki opisuje, kako se sprožajo in razširjajo akcijski potenciali v vzdražnih celicah. Bila sta med prvimi, ki so uporabili elektrofiziološko tehniko, imenovano metoda vpete membrane (voltage-clamp).
Delo je prekinila druga svetovna vojna. Hodgkin se je prostovoljno javil v raziskovalni oddelek Kraljevega vojnega letalstva, kjer se je ukvarjal z letalsko medicino, kasneje pa je bil premeščen v oddelek za telekomunikacije, kjer je sodeloval pri razvoju radarske tehnologije. Leta 1944 se je poročil s hčerko patologa in kasnejšega nobelovca Peytona Rousa in imel z njo štiri otroke. Z družino je od leta 1945 živel v Cambridgeu.
Po vojni je dobil mesto predavatelja na oddelku za fiziologijo Univerze v Cambridgeu, kmalu po tistem pa s Huxleyjem nadaljevala tudi z biološkimi poskusi. Na podlagi meritev ionskih tokov sta opisala celično membrano kot električni krog, kjer membrano opisuje kapacitivnost, tok skozi njo pa je sestavljen iz dveh glavnih komponent - natrijeve in kalijeve. Akcijski potencial nastane zaradi napetostno in časovno odvisnih sprememb v prevodnosti membrane za posamezne ione. Njuni poskusi so bili tako uspešni tudi zaradi uporabe posebno primernega poskusnega subjekta. Odločila sta se za meritve na orjaških nevritih dolgoplavutega lignja (Doryteuthis pealeii), ki so debeli tudi do 1 mm, kar je bistveno olajšalo delo s takrat dostopnimi elektronskimi merilnimi napravami. Hodgkin je tako več mesecev na leto preživel na morski biološki postaji v Plymouthu, kjer so potekali poskusi. Svoje ugotovitve sta objavila leta 1952. Na podlagi rezultatov sta predpostavila obstoj ionskih kanalčkov, ki so bili odkriti več desetletij kasneje.
Med letoma 1971 in 1984 je bil Hodgkin rektor Univerze v Leicestru, med 1978 in 1984 pa tudi predstojnik Kolidža Trinity v Cambridgeu.

## Priznanja
Za ugotovitve na področju vzdražnih celic sta skupaj s Huxleyjem leta 1963 prejela Nobelovo nagrado (tretji dobitnik je bil John Carew Eccles za delo na sinapsah).
Leta 1948 je bil izvoljen za člana Kraljeve družbe iz Londona. Leta 1958 je prejel njeno Kraljevo medaljo, leta 1965 pa še Copleyjevo medaljo. Med letoma 1970 in 1975 je služil kot predsednik družbe. Bil je tudi član več tujih akademij znanosti.
Leta 1972 je prejel viteški naziv, naslednje leto pa mu je država podelila še Red zaslug.